# Molpadiodemas
Famille
Genre
Molpadiodemas est un genre de concombres de mer, le seul de la famille des Molpadiodemidae.
Il ne faut pas confondre ce genre avec l'ordre des Molpadida, dont il ne fait pas partie mais qui concerne également des concombres de mer.

## Liste des genres
Selon World Register of Marine Species (7 novembre 2014) :
- Molpadiodemas atlanticus (R. Perrier, 1898)
- Molpadiodemas constrictus O'Loughlin & Ahearn, 2005
- Molpadiodemas crinitus O'Loughlin & Ahearn, 2005
- Molpadiodemas depressus (Hérouard, 1902)
- Molpadiodemas epibiotus O'Loughlin & Ahearn, 2005
- Molpadiodemas helios O'Loughlin & Ahearn, 2005
- Molpadiodemas involutus (Sluiter, 1901)
- Molpadiodemas morbillus O'Loughlin & Ahearn, 2005
- Molpadiodemas neovillosus O'Loughlin & Ahearn, 2005
- Molpadiodemas pediculus O'Loughlin & Ahearn, 2005
- Molpadiodemas porphyrus O'Loughlin & Ahearn, 2005
- Molpadiodemas pustulosus (Sluiter, 1901)
- Molpadiodemas translucens O'Loughlin & Ahearn, 2005
- Molpadiodemas ustulatus O'Loughlin & Ahearn, 2005
- Molpadiodemas villosus (Théel, 1886)
- Molpadiodemas violaceus (Théel, 1886)

## Publications originales
- Famille Molpadiodemidae :
  - (en) Allison Miller, Alexander M. Kerr, Gustav Paulay, Mike Reich, Nerida Gaye Wilson, José Ignacio Carvajal et Greg W. Rouse, « Molecular phylogeny of extant Holothuroidea (Echinodermata) », Molecular Phylogenetics and Evolution, Academic Press et Elsevier, vol. 111,‎ 2 mars 2017, p. 110-131 (ISSN 1055-7903 et 1095-9513, PMID 28263876, DOI 10.1016/J.YMPEV.2017.02.014, lire en ligne).
- Genre Molpadiodemas :
  - (en) Sven Gustaf Heding, « Holothurioidea. Part I. Apoda-Molpadioidea-Gephyrothurioidea », Danish Ingolf-Exped., vol. 4, no 9,‎ 1935, p. 1-84.